# NGC 2951-1
NGC 2951-1 is een elliptisch sterrenstelsel in het sterrenbeeld Waterslang. Het bevindt zich in de buurt van NGC 2951-2.

## Synoniemen
- MCG 0-25-6
- ZWG 7.17
- PGC 1148459